# Villa Tapera Airport
Villa Tapera Airport är en flygplats i Chile.   Den ligger i provinsen Provincia de Coyhaique och regionen Región de Aisén, i den södra delen av landet, 1 200 km söder om huvudstaden Santiago de Chile. Villa Tapera Airport ligger 527 meter över havet.
Terrängen runt Villa Tapera Airport är huvudsakligen kuperad, men åt nordväst är den bergig. Villa Tapera Airport ligger nere i en dal. Trakten runt Villa Tapera Airport är nära nog obefolkad, med mindre än två invånare per kvadratkilometer..
Trakten runt Villa Tapera Airport består i huvudsak av gräsmarker.